# (33215) Garyjones
1998 FU90 (asteroide 33215) é um asteroide da cintura principal. Possui uma excentricidade de 0.18103460 e uma inclinação de 8.12840º.
Este asteroide foi descoberto no dia 24 de março de 1998 por LINEAR em Socorro.